# Сальвини, Луиджи
Луиджи Сальвини (итал. Luigi Salvini; 11 февраля 1911, Милан — 5 июня 1957, Рим) — итальянский лингвист.

## Биография
Луиджи Сальвини начал работу в университетах Хельсинки и Турку в 22 года. Был полиглотом, знал не только индо-европейские языки, но и финский, эстонский, а также венгерский языки. В возрасте 30 лет владел 16 языками. Он переводил с 15 языков на итальянский для сборника «Orfeo — lirici di tutto il mondo».
Славист, исследователь русской и украинской литературы и культуры, действительный член НОШ (с 1956), преподаватель Высшего Института Восточных Исследований в Неаполе, с 1949 — Папского Восточного Института в Риме и Барского Университета.
Переводчик произведений украинских писателей (Г. Косынки, И. Липы, В. Стефаника, Н. Волнового, У. Самчука, М. Черемухи и др.), которые печатались в итальянских литературных журналах, автор двух антологий украинского писательства «Четыре сабли» («Le quattro sciable», 1941, и «L'Altopiano dei Pastori», 1949); критической студии «Портрет Николая Гоголя» (1950) и др.